# Punta Santiago
Punta Santiago (alternativamente llamado Cabo Agudo) es el nombre que recibe un promontorio en el extremo sur de la isla de Bioko, que pertenece al país africano de Guinea Ecuatorial y que administrativamente está incluida en el provincia de Bioko Sur, en la región insular de esa nación. Al oeste se encuentra la punta Dolores y San Antonio de Ureca, al este se encuentra la punta Jesusa, al norte la localidad de Moca.